# سنديان أركنساسي
سنديان أركنساسي (الاسم العلمي: Quercus arkansana)، نوع نبات من جنس السنديان وفصيلة الزانية. مواطنه في جنوب شرق الولايات المتحدة (شرق تكساس وجنوب أركنساس ولويزيانا وميسيسيبي وألاباما وجورجيا وفلاند بانياندل). وهو مهدد بسبب أستخدام موطنه لزراعة أشجار الصنوبر، وتطهير الأرض، والموت الذي قد ينجم عن الجفاف.